# Гринёва, Галина Михайловна
Галина Михайловна Гринёва (род. 1942) — советский передовик производства в министерстве промышленности средств связи СССР. Депутат Верховного Совета СССР 11-го созыва (1984—1989). Герой Социалистического Труда (1977).

## Биография
Родилась в 1942 году в Новгородской области.
С 1959 года начала трудовую деятельность алмазчицей на стекольном заводе в Новгородской области.
С 1961 года работала на Рижском электротехническом заводе. С 1961 по 1962 год — слесарь-сборщица, а с 1962 года, после окончания Рижского вечернего технического училища, работала регулировщицей аппаратуры проводной связи.
26 апреля 1971 года Указом Президиума Верховного Совета СССР «за выдающиеся достижения в труде» Галина Михайловна Гринёва была  награждена Медалью «За трудовое отличие».
25 марта 1974 года Указом Президиума Верховного Совета СССР «за выдающиеся достижения в труде» Галина Михайловна Гринёва была  награждена орденом Знак Почёта.
Г. М. Гринёва являлась наставником молодёжи передавая свой опыт на предприятии молодым рабочим.
7 марта 1977 года «закрытым» Указом Президиума Верховного Совета СССР «за выдающиеся достижения в труде» Галина Михайловна Гринёва была удостоена звания Героя Социалистического Труда с вручением Ордена Ленина и золотой медали «Серп и Молот».
Помимо основной деятельности Г. М. Гринёва избиралась депутатом Совета Национальностей Верховного Совета СССР 11-го созыва (1984—1989) от Латвийской ССР и Верховного Совета Латвийской ССР 10-го созыва (1980—1985). Г. М. Гринёва была членом Ревизионной комиссии КП Латвии и избиралась членом Пролетарского райкома Компартии Латвии города Риги, членом Комитета народного контроля Латвийской ССР.
Жила в Риге.

## Награды
- Медаль «Серп и Молот» (8.06.1977)
- Орден Ленина (8.06.1977)
- Орден Знак Почёта (25.03.1974)
- Медаль «За трудовое отличие» (26.04.1971)